# Congrès de l'Union
Pour les autres articles nationaux ou selon les autres juridictions, voir Congrès (homonymie).
LXVIe législature
Édifice du Sénat (Sénat de la République)
Palais législatif de San Lázaro (es) (Chambre des députés)
Le Congrès de l'Union (en espagnol : Congreso de la Unión), aussi appelé Congrès général des États-Unis mexicains (en espagnol : Congreso General de los Estados Unidos Mexicanos) est l'organe dépositaire du pouvoir législatif fédéral du Mexique. Il s'agit d'un parlement bicaméral, c'est-à-dire composé de deux chambres :
- le Sénat de la République (Cámara de Senadores ou Senado de la República en espagnol), chambre haute comptant 128 sièges, élus pour 6 ans. 96 sénateurs sont élus au scrutin majoritaire, les 32 autres à la proportionnelle ;
- la Chambre des députés (Cámara de Diputados en espagnol), chambre basse comptant 500 sièges, élus pour 3 ans. 300 députés sont élus au scrutin majoritaire binominal, les 200 autres à la proportionnelle.

Son organisation et ses pouvoirs sont définis par les articles 50 à 79 de la Constitution.
Les membres du Congrès ne peuvent se succéder à eux-mêmes ; aussi le Congrès mexicain est-il l'un des seuls parlements au monde à être complètement renouvelé à chaque élection.

## Histoire

### Guerre d'indépendance (1810-1821)
Le contexte d'un organe collégial qui fonctionnerait en tant que détenteur du pouvoir législatif au Mexique peut être divisé en deux parties : ceux des autorités encore en vigueur de la vice-royauté de la Nouvelle-Espagne pendant la guerre d'indépendance, et ceux des institutions créées pour régir et organiser le mouvement indépendantiste.
Dans le premier cas, cela débute par la représentation active que la vice-royauté envoie aux Cortes de Cadix en 1810 dans le cadre de la guerre d'indépendance espagnole et que le gouvernement de l'Empire espagnol exerce pendant l'occupation napoléonienne. De cette assemblée naît la constitution libérale de 1812 qui gouverne le nouveau territoire hispanique pendant les années de la révolte. Bon nombre des dispositions provenant de la métropole sont, non seulement mises en œuvre, mais servent également d'inspiration pour les principes juridiques qui seront suivis à la fois par les institutions insurgées et par celles de l'éventuelle nation indépendante.
Dans le second cas, si Miguel Hidalgo y Costilla le père de l'indépendance mexicaine, s’appuie sur certaines municipalités pour soutenir légalement certaines de ses actions de gouvernement insurgés — comme le conseil municipal de Celaya pour être nommé capitaine général ou celui de Guadalajara pour publier l'abolition de l'esclavage —, ces organes n'ont jamais transcendé au-delà de ces actions en tant qu'acteurs législatifs du mouvement indépendantiste,,. Ainsi, l'origine d'un « Congrès insurgé » en tant que dépositaire du pouvoir législatif, remonte au 18 août 1811 lorsque, après l'exécution de Miguel Hidalgo et des premiers dirigeants insurgés, José María Morelos établi la première assemblée représentative de la nation mexicaine, officiellement appelée la « Junte Suprême nationale américaine » (Junta Suprema Nacional Americana), qui se réunie à Zitácuaro dans l'actuel État de Michoacán, de sorte qu'elle est appelée la « Junte de Zitácuro » (Junta de Zitácuaro). Composée par la plupart des dirigeants insurgés, la fonction de cette institution est de définir la structure organisationnelle du mouvement armé et de produire le premier document d’intentions ou de normativités de celui-ci, connu sous le nom d'Elementos Constitucionales (es) (Éléments constitutionnels).
Le document créé par le corps collégial perd toute sorte de validité et d'autorité, non seulement à cause de l'instabilité causée par la guerre, mais aussi à cause de l'adhésion de la plupart des autorités de la Nouvelle-Espagne à la constitution espagnole promulguée en 1812, qui contient cependant de nombreux points du document insurgé. Face à cette conjoncture, José María Morelos, en gardant à l'esprit la nécessité de conserver l'organisation politique du mouvement insurgé, et qu'il est fondamental de rédiger une constitution et d'établir un corps législatif de représentants de la nation, convoque une réunion des envoyés de toutes les provinces de la vice-royauté pour agir en conséquence. Le 14 septembre 1813, le soi-disant Congrès d'Anahuac s'installe dans la ville de Chilpancingo ; dans cet événement, Morelos, lit le document intitulé 
Sentimientos de la Nación (es), soulignant l'importance des droits de l'homme et de la liberté, cette lettre est connue comme le premier ébauche constitutionnel. Le Congrès aboli l'esclavage, établi les droits du peuple, sans distinction de classes ni de castes ; il ordonne la répartition des latifundiums (Fermes faisant plus de deux lieues), et vote la déclaration d'indépendance. Le 22 octobre 1814, à Apatzingán, le congrès ratifie le décret constitutionnel pour la liberté de l'Amérique mexicaine, également connu sous le nom de Constitution d'Apatzingán. Néanmoins, malgré des répercussions plus importantes que ses prédécesseurs, le document et l'organe ne survivent pas à l'arrestation et à l'exécution de Morelos, de sorte que le congrès, qui fini par être dissous, ne participe pas au processus de réalisation de l'indépendance, et par conséquent à l'organisation de la nation indépendante.

### Premières années d'indépendance (1821-1825)

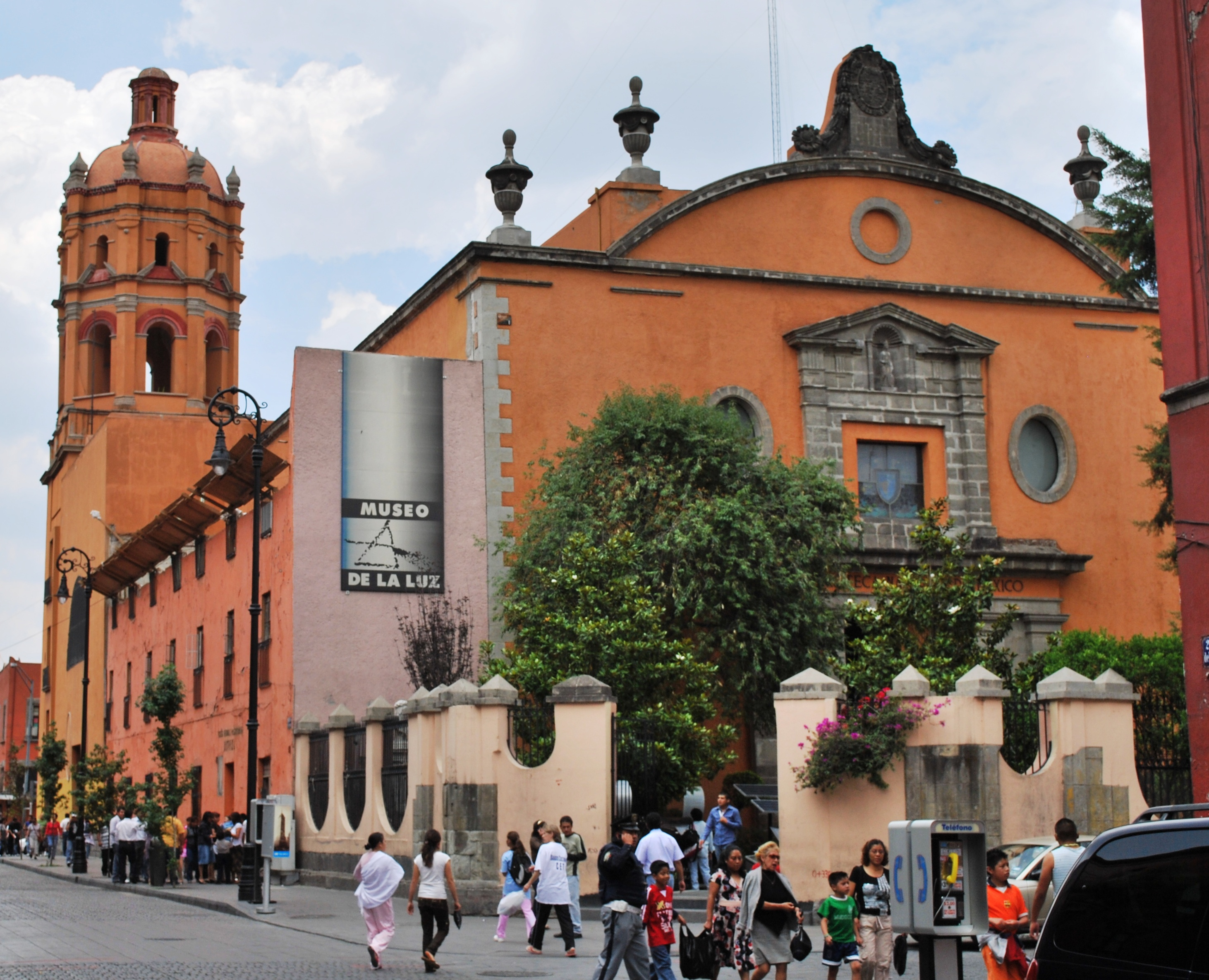
Ancien collège jésuite de Saint-Pierre et Saint-Paul, le premier congrès constitutionnel l'utilise comme enceinte législative de 1825 à 1829 (il est auparavant utilisé par le congrès constituant de 1822 à 1824).

Le 28 septembre 1821, au lendemain de l'indépendance, la Junte provisoire du gouvernement (Junta Provisional Gubernativa), premier organe gouvernemental du Mexique indépendant, est installé dans la salle des réceptions de l'ancien palais du vice-Roi. Compte tenu de sa structure, il forme un corps législatif, étant donc le premier du genre dans l'histoire du nouveau pays. Sa composition et ses responsabilités sont fondées par le Plan d'Iguala et les Traités de Córdoba ; ses documents donnent à cette institution l'autorité suprême dans le pays jusqu'à la formation d'un congrès constituant et le serment d'un empereur, étant donné l'intention de former un gouvernement monarchique constitutionnel, exprimé dans les deux écrits. Le premier acte de la junte est l'émission et la signature de l'acte d'indépendance. Par la suite, il nomme une régence à laquelle il confie le pouvoir exécutif ; celle-ci est composée par Agustín de Iturbide en tant que président ; Juan O'Donojú comme premier régent ; et Manuel de la Bárcena, José Isidro Yáñez et Manuel Velázquez de León comme respectivement 2e, 3e et 4e régents. Enfin, il convoque des élections pour élire le Congrès constituant,,.
L'installation du premier Congrès constituant du Mexique indépendant a lieu le 24 février 1822 dans la Cathédrale métropolitaine de Mexico (il est par la suite transféré à l'ancien collège jésuite de San Pedro y San Pablo). Le même organe décide de déléguer toute fonction de gouvernement au pouvoir exécutif (à l'époque occupé par la régence), pour s'occuper de la tâche de rédiger une constitution. Le 19 mai 1822, le Congrès proclame Agustín de Iturbide empereur du Mexique sous le nom d'Augustin Ier, puis le dote d'un cadre légal pour faciliter son action en tant que dirigeant, promulguant le Règlement provisoire politique de l'Empire mexicain le 18 décembre 1822, document qui comportent également l'administration des autres pouvoirs de l'union, des provinces, de l'éducation et des finances publiques,,.
La relation entre l'empereur et le congrès est marquée par une série de différences issues de l'exercice des fonctions de l'un et de l'autre, intervenant parfois dans les attributions de l'autre. Face au retard des actions parlementaires pour promulguer une constitution et aux accusations de l'exécutif d'une conspiration de la part du législatif, l'empereur Augustin Ier dissout le congrès le 31 octobre 1822 et ordonne une série de mesures pour arrêter la conspiration. Les différends aboutissent à une crise institutionnelle lorsque Iturbide remplace le congrès par un Conseil institutionnel national (Junta Nacional Instituyente) ; situation qui provoque une révolte armée soutenue par le Plan de Casa Mata (es), qui vise à établir une République, tout en restaurant le congrès dissous. Peu avant l'abdication d'Augustin Ier, l'empereur restaure le Congrès,.
Le congrès réinstallé forme un gouvernement provisoire composé de trois personnes (un triumvirat) ; mais du fait que plusieurs des personnes nommées ne sont pas dans la capitale, des suppléants sont nommés pour occuper leurs places par intérim, le nouvel organisme de gouvernement est appelé le Pouvoir exécutif suprême (Supremo Poder Ejecutivo). Ce corps collégial comporte une présidence tournante entre ses membres tous les mois. Il promulgue par la suite l'Acte constitutif de la Fédération mexicaine (es) le 31 janvier 1824 par lequel est adopté un système républicain fédéral, après avoir débattu entre le système centraliste et le système fédéraliste. Conséquence fondamentale de l'un ou de l'autre sytème, il y a la détermination du caractère monocaméral ou bicaméral du Congrès. Finalement, grâce à l'impulsion de Servando Teresa de Mier et de Miguel Ramos Arizpe, le système fédéral est adopté, avec la promulgation de la Constitution de 1824 le 4 octobre et , avec elle, la division du Congrès en deux chambres : celle des députés, représentants de la population, et celle des sénateurs, représentant les États de la Fédération,,,.
Le 1er janvier 1825, à l'ancien collège jésuite de San Pedro y San Pablo, la première session du premier congrès constitutionnel des États-Unis mexicains commence ; la session est dirigée par le président du Congrès, le député Miguel Valentín y Tamayo, et en présence du président de la république Guadalupe Victoria, et des 38 sénateurs et 47 députés élus conformément à la Constitution de 1824. Conformément aux dispositions de la Magna Carta susmentionnée, ce premier congrès a des facultés législatives très similaires à celles d'aujourd'hui, soutenant de nombreux actes du pouvoir exécutif à ses déterminations ; cependant, il dispose également de prérogatives de gouvernement, qui comprend son intervention dans la promotion du développement économique, culturel, scientifique, de la sécurité interne et externe, ainsi que la protection de la liberté d'impression,,,.

### Congrès et instabilité du pays (XIXesiècle)

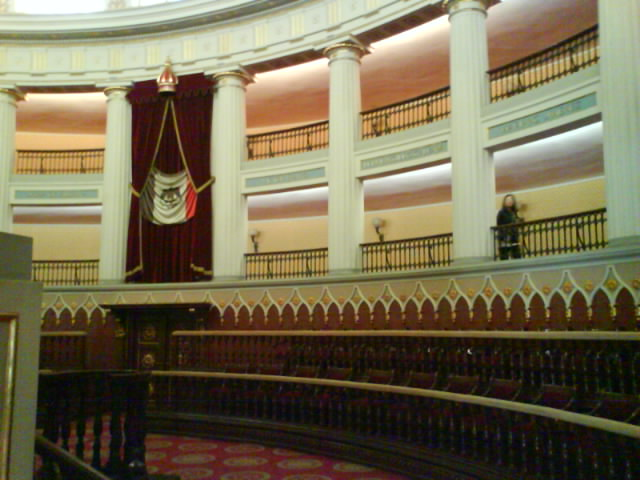
L'ancienne enceinte parlementaire du Palais national est le siège de la Chambre des députés de 1829 à 1872. Le Sénat, quant à lui, occupe l'ancienne chapelle royale au dernier étage de l'aile sud du même bâtiment entre 1829 et 1931.

Tout au long du XIXe siècle, l'instabilité politique que vit le pays à la suite des invasions américaines et françaises ; les luttes séparatistes au Texas et en Amérique centrale ; ainsi que les conflits entre libéraux et conservateurs (dans chacune de ses variantes comme camps antagonistes : républicains contre monarchistes et fédéralistes contre centralistes) provoque des coups d'État, des révoltes, des émeutes et même des guerres civiles comme la guerre de Réforme. Le Congrès est le théâtre constant des querelles entre les différents groupes, et aussi de la confrontation continue à tour de rôle avec les présidents.
Le 30 novembre 1836 avec la promulgation des Sept Lois, un système centraliste est établi et le congrès subit sa première transformation : le Sénat est réduit à la moitié de ses membres, fixant la représentation des départements (substituts des États) à un législateur par entité ; tandis que le nombre de députés est fixé à deux pour chaque département, les divisant en deux circonscriptions avec le même nombre d'habitants pour les élire. Les sénateurs (jusque-là directement élus par les législatures des États) sont choisis parmi une série de listes restreintes (une pour chaque département) proposées par la Chambre des députés, le Conseil des ministres et la Cour suprême, pour ensuite procéder au vote du conseils départementaux (substituts aux congrès locaux). Les députés sont quant à eux élus au suffrage universel. Une variation pertinente du nouveau système législatif est l'inclusion d'initiatives citoyennes qui peuvent être canalisées par les conseils municipaux et les conseils départementaux. Les Bases organiques — nouvel ordre juridique du régime centralisateur — promulguées le 12 juin 1843, modifient à nouveau la structure du congrès, rétablissant la représentation proportionnelle des députés, selon le nombre d'habitants pour chaque département, tandis que le nombre de sénateurs est porté à trois pour chaque entité. En ce qui concerne les élections, les députés seraient nommés par les conseils départementaux ainsi que les deux tiers des sénateurs, l'autre tiers l'étant par les pouvoirs exécutif et judiciaire,.
En 1847, après la chute de Mexico aux mains des Américains, le Congrès est provisoirement transféré dans le bâtiment de l'Académie de San Fernando à Querétaro.

### Congrès monocaméral (1855-1876)
À la suite de l'issue victorieuse de la révolution d'Ayutla, Juan Álvarez est nommé président par intérim et occupe cette fonction du 4 octobre au 11 décembre 1855. Son très brève mandat demeure important pour le début de la réforme libérale.
Sous son mandat, la convocation d'un nouveau Congrès constituant est présenté et doit débuter ses activités en février 1856. Les deux premières des lois dites de réforme sont également promulguées. La position radicale du gouvernement d'Alvarez ne plait pas à tous ceux qui considèrent les réformes comme une menace pour leurs intérêts. La pression sur le gouvernement se déclenche et les circonstances contraignent le président à démissionner. Il est remplacé par Ignacio Comonfort.
Le Congrès constituant commence ses travaux le 18 février 1856. Dans cette nouvelle assemblée, le groupe majoritaire de libéraux radicaux est partisan de l'élaboration d'un autre texte permettant de rompre définitivement avec l'ordre hérité de la colonie espagnole.
Les sessions du Congrès ont lieu depuis le 4 février 1856. Le 16 juin 1857, le projet de Constitution élaboré par Ponciano Arriaga, León Guzmán, Mariano Yáñez, José María de Castillo, José María de Castillo Velasco, José María Mota et Pedro Escudero y Echánove est présenté à la constituante. À la suite des discussions, la Constitution de 1857 est composée de 8 titres et 120 articles qui garantissaient les droits de l'homme et la souveraineté nationale. Elle divise les pouvoirs de la nation en exécutif, législatif et judiciaire, où le pouvoir législatif est constitué par le Congrès de l'Union, qui est constitué d'une chambre unique, celle des députés. Après que le Congrès constituant a achevé sa tâche de rédaction d'une nouvelle constitution, la convocation pour l'organisation de nouvelles élections est lancée à la fois pour les pouvoirs fédéraux et pour les États. Il appartient alors aux législatures des États d'établir leur propre constitution, conformément à la constitution fédérale. Ainsi se réunie la première législature du Congrès de l'Union du Mexique qui travaille déjà selon les dispositions de la nouvelle loi fondamentale le 8 octobre 1857,.
Pendant la guerre de Réforme, le congrès est transféré dans le bâtiment de la législature de l'État de Veracruz, alors situé au port de Veracruz. Dans le même temps le gouvernement conservateur légifère sur la base des Sept Lois par le biais d'un conseil de représentants des États qui lui reste fidèle.
Dans le cadre de l'invasion française et du Second Empire mexicain, le Congrès déménage d'abord dans le bâtiment de la législature de l'État de San Luis Potosí, puis dans un domicile privé de Saltillo où le président Benito Juárez est également dépêché. Il est a noter que l'organe législatif qui accompagne le côté républicain est la Députation permanente, un organe constitutionnel composé d'un représentant de chaque État, qui en temps de paix se réunissait pendant les périodes de vacances.
Cependant, à Mexico, une fois le triomphe concrétisé des envahisseurs français et du camp conservateur qui les soutiennent à partir du 10 juin 1863 ; les premières dispositions du général Élie-Frédéric Forey sont menées pour tenter de donner à l'invasion qui se déroulait une teinte de légalité. Il propose la formation d'un conseil supérieur de gouvernement qui, à son tour, élirait trois personnes qui exerceraient le pouvoir exécutif. Ce Conseil, soutenu par deux cent quinze individus, formerait l'Assemblée des Notables qui signerait immédiatement un document visant à former le gouvernement monarchique. Il prévoyait que la nation adoptait une monarchie limitée et héréditaire avec un prince étranger, qui porterait le titre d'empereur du Mexique. Ce titre, comme disposé, serait offert à l'archiduc d'Autriche Ferdinand Maximilien. Il est déclaré plus tard qu'un pouvoir exécutif provisoire porterait le nom de Régence.
À la suite de la prestation de serment de Maximilien, l'Assemblée des notables exerce le pouvoir législatif à titre provisoire, promulguant le Statut provisoire de l'Empire mexicain (Estatuto Provisional del Imperio Mexicano), un ordre juridique qui décrit l'organisation politique de l'Empire, y compris la convocation d'un éventuel Congrès ; Il présente les variantes innovantes consistant à considérer l'impératrice Charlotte Amalie comme dépositaire du pouvoir exécutif en l'absence de l'empereur, bien qu'en qualité de régente, situation qui se répète à plusieurs reprises lorsque le monarque quitte la capitale ; et de considérer sa figure comme la représentation de la souveraineté nationale. Les règlements établissent également les lignes directrices de l'organisation territoriale, de la formation et de la compétence des tribunaux, des droits des citoyens, des garanties individuelles, de l'administration des travaux publics, des obligations des agents publics et du dessin du drapeau national,,.
Une fois la République finalement rétablie en 1874, le président Sebastián Lerdo de Tejada propose la restauration du Sénat de la République, qui est reformé le 13 novembre 1874. Le Congrès apparaît dès lors sous une forme bicamérale. Le Sénat rétabli et constitutionnellement élu est installé le 16 septembre 1875 pour la VIIIe législature.

### Pouvoir législatif et présidentialisme (depuis 1876)

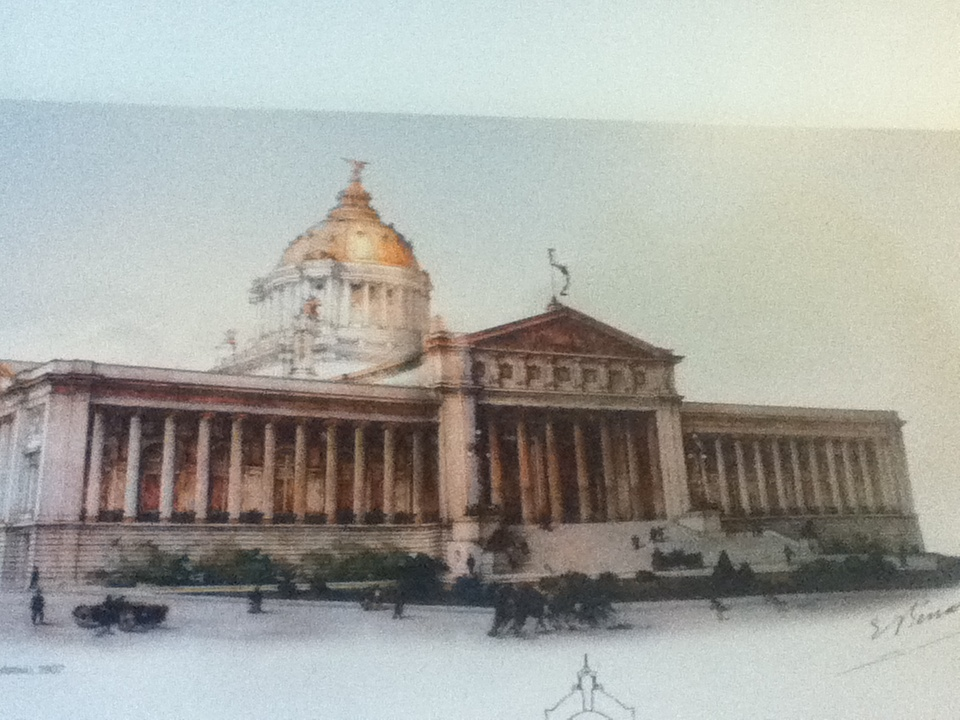
Projet du palais législatif, prévu pendant le Porfiriat, qui devait abriter les deux chambres du Congrès.

Après la relative pacification entreprise par le gouvernement de Porfirio Díaz, le présidentialisme mexicain se consolide et acquis un rôle d'axe central dans vie politique du pays, d'autorité suprême et de symbole de la république. Cela a mis fin à la confrontation constante avec le pouvoir législatif. Au début, cette transition s’est faite par une attitude conciliante visant à unir les efforts pour atteindre la pacification. La disparition du Parti conservateur et la domination du Parti libéral ont aussi facilité la cohésion des différentes factions dans les chambres. Peu à peu, le président Díaz prend le contrôle du pouvoir législatif. Il y est parvient en favorisant la nomination de ses anciens compagnons et alliés des régions où il avait combattu. Il promet aussi une réforme constitutionnelle autorisant la réélection des législateurs. Il exerce des pressions sur les groupes opposés, contrôlé les groupes politiques candidats aux postes, et permis à certains secteurs privilégiés par son projet économique d'entrer au Congrès en échange de faveurs. En 1886, sur 227 députés, 62 venaient d'Oaxaca. Tous, directement ou indirectement, sont nommés ou approuvés par le président. Sous le Porfiriat, le chef de l'exécutif devient ainsi le principal législateur du pays. La grande majorité des lois vient de lui et toutes sont approuvées par la majorité du Congrès,,.
Durant cette période le Congrès change plusieurs fois de siège. En 1872, il est d'abord transféré au Théâtre Iturbide, puis à la suite de l'incendie de ce dernier en 1909 il s'installa provisoirement au Palais des Mines (es). Finalement en 1911, le Palais législatif de Donceles (es) est construit sur les ruines de l'ancien théâtre. Il s'agit du premier véritable siège appartenant en propre au pouvoir législatif. Cependant, le bâtiment n'est censé être que temporaire. Le Congrès de l'Union doit en effet s'installer de manière définitive dans le Palais législatif, un édifice grandiose imaginé par l'architecte Émile Bénard en 1897. Sa construction ne débute réellement qu'en 1910. Il s'agit de l'un des projets architecturaux les plus ambitieux du Porfiriat, mais il n'est jamais achevé, l'édifice en construction est plus tard transformé en ce qui est aujourd'hui le monument à la Révolution,,,.
À la fin de la Révolution mexicaine, et après la promulgation de la Constitution de 1917 par le Congrès constituant, non seulement le travail législatif retrouva une certaine normalité mais il devient également pluraliste. Les premières législatures d'après-guerre sont composées de groupes politiques issus de toutes les tendances ayant participé au conflit armé. Cependant, cette pluralité prend fin le 4 mars 1929, lorsque tous les groupes représentés sont fusionnés ou absorbés à travers la fondation du Parti national révolutionnaire (PNR), qui devient automatiquement l'unique force politique dans les deux chambres. Bien qu'à ses débuts, quelques candidats de l'opposition — principalement issus de partis locaux — remportent des sièges, ceux-ci ou les législateurs eux-mêmes sont rapidement intégrés au parti dominant. L'hégémonie du Parti révolutionnaire institutionnel (PRI), successeur du PNR, se manifeste de manière encore plus nette dans le fonctionnement du pouvoir législatif. Même si les lois et la Constitution ne sont pas modifiées pour restreindre les fonctions du Congrès, en pratique celui-ci se retrouva soumis voire subordonné aux décisions du président de la République. Ce dernier agit comme législateur unique, puisque toutes ses propositions sont approuvées presque à l'unanimité. Le Parti action nationale (PAN) est le premier parti non affilié au PRI à obtenir des sièges de députés fédéraux : cinq sont élus pour la XLe Législature en 1946. La domination du PRI s'exprime de façon tangible par plusieurs faits : il conserve la majorité qualifiée — nécessaire pour modifier la Constitution — à la Chambre des députés jusqu’en 1988 ; il perd la majorité absolue — nécessaire pour faire adopter lois et décrets — en 1997 ; et en l'an 2000, il perd à la fois la majorité absolue et la majorité qualifiée au Sénat,,,.
Durant cette période, la réforme politique de 1977 introduit l'élection des députés élus à la proportionnelle, ce qui porte le nombre de membres de la Chambre des députés de 300 à 400, dont 100 élus au sein de circonscriptions plurinominales. En 1988, ce nombre passe à 500 avec 200 sièges attribués à la proportionnelle. Quant au Sénat, il connaît une réforme en 1994 avec la création de 32 sièges attribués à la première minorité — le candidat arrivé en deuxième place dans chaque État — et de 32 autres désignés par représentation proportionnelle. Le nombre total de sénateurs passe ainsi de 64 à 128. Concernant la durée des mandats, celui des députés passe de deux à trois ans et celui des sénateurs de quatre à six ans, une réforme appliquée à partir de 1934. En matière d’infrastructure, la Chambre des députés s'installe en 1981 dans son siège actuel, le Palais législatif de San Lázaro. De son côté, le Sénat est transféré dès 1931 dans l'ancienne Casona de Xicoténcatl, située dans le centre historique de Mexico,.
L'article 35 de la Constitution de 1824 attribue au Congrès la faculté de valider les élections de ses propres membres. Cette tradition d'auto qualification est reprise à l'article 60 de la Constitution de 1917. Cependant en 1993, l'article 60 est réformé afin de transférer cette compétence au Tribunal fédéral électoral, devenu aujourd'hui le Tribunal électoral du pouvoir judiciaire de la Fédération (TEPJF). Cette réforme entraîne la disparition du collège électoral du Sénat, bien que cette instance est conservée à la Chambre des députés car l'article 74 de la Constitution lui confère alors la compétence exclusive pour valider l'élection présidentielle. Cette dernière faculté est à son tour supprimée en 1996 et transférée également au TEPJF. Depuis lors, la Chambre des députés ne joue plus de rôle décisionnel mais se contente d’émettre une déclaration solennelle pour annoncer officiellement le président élu, telle qu'établie par le TEPJF.